# Discografia formației HIM
Următoarea discografie listează toate single-urile, albumurile de studio, compilațiile, EP-urile, demo-urile și videografia trupei finlandeze HIM. HIM a vândut peste 8 milioane de înregistrări îână în prezent, piesa "Join Me in Death" fiind cel mai bine vândut single al unei trupe finlandeze dintotdeuna.

## Albume

### Albume de studio
| An   | Album | Clasări | Clasări | Clasări | Clasări | Clasări | Clasări | Clasări | Clasări | Clasări | Clasări | Certificări                                                          |
| An   | Album | FIN     | AUS     | AUT     | GER     | NED >   | SPA     | SWE     | SWI     | UK      | US      | Certificări                                                          |
| ---- | --- | ------- | ------- | ------- | ------- | ------- | ------- | ------- | ------- | ------- | ------- | -------------------------------------------------------------------- |
| 1997 | Greatest Love Songs Vol. 666 - Lansat: 20 noiembrie 1997 - Label: BMG (#4321589142) - Formats: CD                                   | 4       | —       | —       | 50      | —       | —       | —       | —       | —       | —       | - FIN: Platinum                                                      |
| 1999 | Razorblade Romance - Lansat: 19 decembrie 1999 - Label: BMG (#0743217282226) - Formats: CD                                          | 1       | —       | 1       | 1       | 78      | —       | —       | 8       | —       | —       | - FIN: 2×Platinum - EU: Platinum - GER: Platinum, 3×Gold - AUT: Gold |
| 2001 | Deep Shadows and Brilliant Highlights - Lansat: 27 august 2001 - Label: BMG (#74321879332) - Formats: CD                            | 1       | —       | 1       | 2       | —       | —       | 44      | 2       | —       | 190     | - FIN: Platinum - AUT: Gold                                          |
| 2003 | Love Metal - Lansat: 14 aprilie 2003 - Label: BMG (#2876505102) - Formats: CD                                                       | 1       | —       | 5       | 1       | —       | —       | 11      | 4       | 55      | 117     | - FIN: Platinum - GER: Gold                                          |
| 2005 | Dark Light - Lansat: 23 septembrie 2005 - Label: Sire Records (#0093624928423) - Formats: CD, Digital download, Vinyl               | 1       | 40      | 4       | 4       | 25      | 10      | 7       | 8       | 18      | 18      | - FIN: Platinum - GER: Gold - UK: Gold - US: Gold                    |
| 2007 | Venus Doom - Lansat: 14 septembrie 2007 - Label: Sire Records (#9362499890) - Formats: CD, Digital download                         | 2       | 32      | 9       | 3       | 36      | 22      | 12      | 5       | 31      | 12      | - FIN: Gold - GRE: Gold                                              |
| 2010 | Screamworks: Love in Theory and Practice - Lansat: 8 februarie 2010 - Label: Sire Records - Formats: CD, Digital download, Vinyl    | 2       | 36      | 7       | 4       | 44      | 27      | 21      | 7       | 50      | 25      | - FIN: Gold                                                          |
| 2013 | Tears on Tape - Lansat: 30 aprilie 2013 - Label: DoubleCross, Razor & Tie, Universal Finland - Formats: CD, Digital download, Vinyl | 2       | —       | 7       | 2       | 89      | 31      | 48      | 22      | —       | 15      |                                                                      |
|      | "—" denotes a title that did not chart or was not released in that territory.                                                       |         |         |         |         |         |         |         |         |         |         |                                                                      |

### Compilații
| An                                                                            | Detalii album | Peak chart positions | Peak chart positions | Peak chart positions | Peak chart positions | Peak chart positions | Peak chart positions | Peak chart positions | Certifications  |
| An                                                                            | Detalii album | FIN                  | AUT                  | GER                  | NOR                  | SWE                  | SWI                  | UK                   | Certifications  |
| ----------------------------------------------------------------------------- | --- | -------------------- | -------------------- | -------------------- | -------------------- | -------------------- | -------------------- | -------------------- | --------------- |
| 2002                                                                          | The Single Collection - Lansat: 7 October 2002 - Label: BMG (#743219617323) - Tip: Box set                           | 12                   | —                    | —                    | —                    | —                    | —                    | —                    |                 |
| 2004                                                                          | And Love Said No: The Greatest Hits 1997–2004 - Lansat: 15 March 2004 - Label: BMG (#82876603362) - Tip: Compilation | 2                    | 9                    | 5                    | 32                   | 20                   | 18                   | 30                   | - FIN: Platinum |
| 2006                                                                          | Uneasy Listening Vol. 1 - Lansat: 27 October 2006 - Label: Sony BMG (#88697011682) - Tip: Compilation                | 7                    | —                    | 37                   | —                    | 55                   | 40                   | —                    |                 |
| 2007                                                                          | Uneasy Listening Vol. 2 - Lansat: 20 aprilie 2007 - Label: Sony BMG (#88697011692) - Tip: Compilation                | 12                   | 71                   | 38                   | —                    | —                    | 61                   | —                    |                 |
| 2007                                                                          | Uneasy Listening Vol. 1 & 2 - Lansat: 9 noiembrie 2007 - Label: Sony BMG (#88697011702) - Tip: Compilation           | —                    | —                    | —                    | —                    | —                    | —                    | —                    |                 |
| 2010                                                                          | SWRMXS - Lansat: 7 decembrie 2010 - Label: Sire Records (#88697011702) - Tip: Remix album                            | —                    | —                    | —                    | —                    | —                    | —                    | —                    | —               |
| 2012                                                                          | XX - Two Decades of Love Metal - Lansat: 29 octombrie 2012 - Label: Sony Music (#88697011702) - Tip: Compilation     | 4                    | —                    | 98                   | —                    | —                    | —                    | —                    | —               |
| "—" denotes a title that did not chart or was not released in that territory. | |                      |                      |                      |                      |                      |                      |                      |                 |

### Albume live
| An   | Detalii album                                                                                           | Peak chart positions | Peak chart positions | Peak chart positions | Peak chart positions | Peak chart positions | Peak chart positions | Peak chart positions |
| An   | Detalii album                                                                                           | FIN                  | AUS                  | AUT                  | GER                  | SWE                  | U.S.                 |                      |
| ---- | --- | -------------------- | -------------------- | -------------------- | -------------------- | -------------------- | -------------------- | -------------------- |
| 2008 | Digital Versatile Doom - Lansat: 1 aprilie 2008 - Label: Sire Records (#093624992172) - Tip: Live album | 10                   | 48                   | 35                   | 37                   | 59                   | 168                  |                      |

## Extended plays
| An                                      | Detalii album                                                                 | Peak chart positions |
| An                                      | Detalii album                                                                 | FIN                  |
| --------------------------------------- | ----------------------------------------------------------------------------- | -------------------- |
| 1995                                    | This Is Only the Beginning - Lansat: 1995 - Tip: Self-released EP/Demo        | —                    |
| 1996                                    | 666 Ways to Love: Prologue - Lansat: 16 octombrie 1996 - Label: BMG - Tip: EP | 9                    |
| "—" denotes a title that did not chart. |                                                                               |                      |

## Single-uri
| An                                                                            | Titlu                                         | Chart positions | Chart positions | Chart positions | Chart positions | Chart positions | Chart positions | Chart positions | Chart positions | Chart positions | Album                                         |
| An                                                                            | Titlu                                         | FIN             | AUT             | GER             | NOR             | SWE             | SWI             | UK              | US              | US Main         | Album                                         |
| ----------------------------------------------------------------------------- | --------------------------------------------- | --------------- | --------------- | --------------- | --------------- | --------------- | --------------- | --------------- | --------------- | --------------- | --------------------------------------------- |
| 1997                                                                          | "When Love and Death Embrace"                 | 9               | —               | —               | —               | —               | —               | —               | —               | —               | Greatest Love Songs Vol. 666                  |
| 1998                                                                          | "Your Sweet Six Six Six"                      | 7               | —               | —               | —               | —               | —               | —               | —               | —               | Greatest Love Songs Vol. 666                  |
| 1998                                                                          | "Wicked Game"                                 | —               | —               | —               | —               | —               | —               | —               | —               | —               | Greatest Love Songs Vol. 666                  |
| 1999                                                                          | "It's All Tears (Drown in This Love)"         | —               | —               | —               | —               | —               | —               | —               | —               | —               | Greatest Love Songs Vol. 666                  |
| 1999                                                                          | "Join Me in Death"                            | 1               | 2               | 1               | —               | 52              | 8               | —               | —               | —               | Razorblade Romance                            |
| 2000                                                                          | "Right Here in My Arms"                       | 1               | —               | 22              | —               | —               | 45              | —               | —               | —               | Razorblade Romance                            |
| 2000                                                                          | "Poison Girl"                                 | 3               | —               | 34              | —               | —               | —               | —               | —               | —               | Razorblade Romance                            |
| 2000                                                                          | "Gone With the Sin"                           | 1               | —               | 19              | —               | —               | 89              | —               | —               | —               | Razorblade Romance                            |
| 2000                                                                          | "Your Sweet 666"                              | —               | —               | —               | —               | —               | —               | —               | —               | —               | Razorblade Romance                            |
| 2000                                                                          | "Wicked Game"                                 | —               | —               | —               | —               | —               | —               | —               | —               | —               | Razorblade Romance                            |
| 2001                                                                          | "Pretending"                                  | 1               | 36              | 10              | —               | —               | 32              | —               | —               | —               | Deep Shadows and Brilliant Highlights         |
| 2001                                                                          | "In Joy and Sorrow"                           | 2               | —               | 17              | —               | —               | 98              | —               | —               | —               | Deep Shadows and Brilliant Highlights         |
| 2002                                                                          | "Heartache Every Moment & Close to the Flame" | 2               | —               | 20              | —               | —               | 88              | —               | —               | —               | Deep Shadows and Brilliant Highlights         |
| 2003                                                                          | "The Funeral of Hearts"                       | 1               | 26              | 3               | —               | —               | 24              | 15              | —               | —               | Love Metal                                    |
| 2003                                                                          | "Buried Alive By Love"                        | —               | 66              | 27              | —               | —               | 98              | 30              | —               | —               | Love Metal                                    |
| 2003                                                                          | "The Sacrament"                               | 4               | 47              | 22              | —               | —               | 71              | 23              | —               | —               | Love Metal                                    |
| 2004                                                                          | "Solitary Man"                                | 2               | 45              | 17              | —               | 37              | 40              | 9               | —               | —               | And Love Said No: The Greatest Hits 1997-2004 |
| 2004                                                                          | "And Love Said No"                            | 2               | —               | —               | —               | —               | —               | —               | —               | —               | And Love Said No: The Greatest Hits 1997-2004 |
| 2005                                                                          | "Wings of a Butterfly"                        | 1               | 12              | 10              | 18              | 12              | 28              | 10              | 87              | 20              | Dark Light                                    |
| 2005                                                                          | "Vampire Heart"                               | —               | —               | —               | —               | —               | —               | —               | —               | —               | Dark Light                                    |
| 2006                                                                          | "Killing Loneliness"                          | 2               | 56              | 32              | —               | —               | 44              | 26              | —               | —               | Dark Light                                    |
| 2006                                                                          | "In Joy and Sorrow/Pretending"                | 1               | —               | —               | —               | —               | —               | —               | —               | —               | Uneasy Listening Vol. 1                       |
| 2007                                                                          | "The Kiss of Dawn"                            | 2               | —               | 44              | —               | 30              | —               | 59              | —               | —               | Venus Doom                                    |
| 2007                                                                          | "Bleed Well"                                  | —               | —               | —               | —               | —               | —               | —               | —               | —               | Venus Doom                                    |
| 2009                                                                          | "Heartkiller"                                 | 5               | 56              | 34              | —               | —               | —               | —               | —               | 30              | Screamworks: Love in Theory and Practice      |
| 2010                                                                          | "Scared to Death"                             | —               | —               | —               | —               | —               | —               | —               | —               | —               | Screamworks: Love in Theory and Practice      |
| 2012                                                                          | "Strange World"                               | —               | —               | —               | —               | —               | —               | —               | —               | —               | XX - Two Decades of Love Metal                |
| 2013                                                                          | "Tears on Tape"                               | —               | —               | —               | —               | —               | —               | —               | —               | —               | Tears on Tape                                 |
| 2013                                                                          | "Into The Night"                              | —               | —               | —               | —               | —               | —               | —               | —               | —               | Tears on Tape                                 |
| "—" denotes a title that did not chart or was not released in that territory. |                                               |                 |                 |                 |                 |                 |                 |                 |                 |                 |                                               |

## Videoclipuri
| Year | Titlu                            | Director(s)      |
| ---- | -------------------------------- | ---------------- |
| 1996 | "Wicked Game" (version 1)        | Antto Melasniemi |
| 1998 | "Wicked Game" (version 2)        | Markus Walter    |
| 1999 | "When Love and Death Embrace"    | Mikko Pitkänen   |
| 1999 | "Join Me in Death" (version 1)   | Robert Wilde     |
| 2000 | "Right Here in My Arms"          | Pasi Pauni       |
| 2000 | "Poison Girl"[A]                 | —                |
| 2000 | "Gone with the Sin"              | Ercin Filizli    |
| 2000 | "Join Me in Death" (version 2)   | John Hillcoat    |
| 2000 | "Wicked Game" (version 3)        | Bill Yükich      |
| 2001 | "Pretending"                     | Kevin Godley     |
| 2001 | "In Joy and Sorrow"              | John Hillcoat    |
| 2001 | "Heartache Every Moment"[A]      | —                |
| 2002 | "Close to the Flame"[A]          | —                |
| 2003 | "The Funeral of Hearts"          | Stefan Lindfors  |
| 2003 | "Buried Alive by Love"           | Bam Margera      |
| 2004 | "The Sacrament"                  | Bam Margera      |
| 2004 | "Solitary Man"                   | Bam Margera      |
| 2004 | "And Love Said No"               | Bam Margera      |
| 2005 | "Wings of a Butterfly"           | Meiert Avis      |
| 2005 | "Killing Loneliness" (version 1) | Noble Jones      |
| 2006 | "Killing Loneliness" (version 2) | Nathan Cox       |
| 2007 | "The Kiss of Dawn"               | Meiert Avis      |
| 2007 | "Bleed Well"                     | Meiert Avis      |
| 2010 | "Heartkiller"                    | James Copeman    |
| 2010 | "Scared to Death"                | Eugene Riecansky |
| 2012 | "Strange World"                  | Eugene Riecansky |
| 2013 | "Tears on Tape"                  | Stefan Lindfors  |
| 2013 | "All Lips Go Blue"               | Eugene Riecansky |
| 2013 | "Into the Night"                 | Stefan Lindfors  |

Notes
A^ No set video director: video consisted of tour footage.

## Albume video
| An   | Detalii album | Peak chart positions | Peak chart positions | Peak chart positions | Peak chart positions | Certifications  |
| An   | Detalii album | FIN                  | AUS                  | GER                  | US                   | Certifications  |
| ---- | --- | -------------------- | -------------------- | -------------------- | -------------------- | --------------- |
| 2004 | The Video Collection: 1997-2003 - Lansat: 7 decembrie 2004 - Label: Universal Records/Jimmy Franks Recording Company (#6024986485) - Tip: DVD Compilation | —                    | —                    | —                    | —                    |                 |
| 2005 | Love Metal Archives Vol. I - Lansat: 25 aprilie 2005 - Label: Sony BMG (#82876685889) - Tip: DVD Compilation                                              | —                    | —                    | 15                   | —                    | - FIN: Platinum |
| 2008 | Digital Versatile Doom - Lansat: 1 aprilie 2008 - Label: Sire Records/Warner Bros. Records (#093624992172) - Tip: Live album                              | 10                   | 48                   | 37                   | 168                  |                 |